# Carl Bock
Carl Alfred Bock (17. september 1849 i København – 10. august 1932) var en norsk opdagelsesrejsende. 
Bock, som havde norske forældre, kom efter 6 års tjeneste ved det norsk-svenske konsulat i Grimsby 1875 til London, hvor han opnåede privat understøttelse, navnlig af Markien af Tweeddale, til en Opdagelsesekspedition, foretaget 1878-79 til de vestlige
dengang lidet undersøgte Egne af Sumatra og til Borneo. Med Støtte af Kongen af Siam
berejste han i 7 Maaneder 1881 det Indre af Siam og Lao. 1883 vendte han tilbage til Norge. 1886
blev han norsk-sv. Vicekonsul, 1893 Generalkonsul i Shanghai, fra hvilken Stilling han tog
Afsked ved Udgangen af 1902. Sine Rejser beskrev B. i »Reis in Oost- en Zuid-Borneo«, 2 Bd med
Atlas (Haag 1881-87), The Head-Hunters of Borneo (London 1881, norsk Udg.
»Hovedjægerne paa Borneo«, Kria 1883, ogsaa paa Tysk 1882) og i Temples and Elephants (1885,
norsk Udg. »Templer og Elefanter« og tysk Udg. »Im Reiche der weissen Elefanten«, s. A.),
hvorhos han i eng. og fr. Tidsskr meddelte nogle zool. og etnogr. Afh. samt til Almenlæsning
udgav en, til Dels af jap. Kunstnere illustreret, lille Samling »Orientalske Eventyr« (Kria
1885). Af B.s ret omfattende Samlinger etnogr. og naturvidenskabelige Genstande havnede den
overvejende Del i eng. Museer, en Række sjældne og værdifulde Buddha-Figurer i Bronze i
Krias etnogr. Museum. Siden 1906 har B. været bosat i Bryssel, hvor han ogsaa var under den tyske Okkupation 1914-15. 
- Wikimedia Commons har flere filer relateret til Carl Bock